# جوزيف ليمان
جوزيف ليمان (بالإنجليزية: Joseph Lyman)‏ هو محامي وقاضي وسياسي أمريكي، ولد في 13 سبتمبر 1840، وتوفي في 9 يوليو 1890 في الولايات المتحدة. حزبياً، نشط في الحزب الجمهوري. وقد انتخب عضو مجلس النواب الأمريكي.